# Rhizocarpaceae
Rhizocarpaceae is een botanische naam voor een familie van korstmossen behorend tot de orde Rhizocarpales. Het typegeslacht is Rhizocarpon.

## Geslachten
De familie bestaat uit vier geslachten:
- Catolechia (1)
- Epilichen (1)
- Poeltinula (2)
- Rhizocarpon (80)